# Aktivierungsinduzierte Cytidin-Desaminase
Die aktivierungsinduzierte Cytidin-Desaminase (AID, engl. activation-induced cytidine deaminase) ist ein Enzym, welches in B-Lymphozyten der Wirbeltiere exprimiert wird. Es katalysiert hochspezifisch die Hydrolyse von Cytidinresten zu Uridinresten, die an einzelsträngige DNA gebunden sind. Die AID hat die Aufgabe, im Verlauf der Hypermutation die Antikörpersequenzen der B-Zellen zu mutieren und dadurch die Bindungseigenschaften des daraus produzierten Antikörpers zu verändern. Dadurch ist die AID eine wichtige Komponente in der Reifung von hochaffinen Antikörpern und ein Schlüsselenzym der adaptiven Immunantwort.
Mutationen des AICDA-Gens im Menschen sind für AID-Mangel und dieser für die seltene Erbkrankheit Hyper-IgM-Syndrom Typ 2 (HIGM2), eine Immunschwäche, verantwortlich.
Die Rolle von AID für den Polymorphismus von Antikörpern im Immunsystem wurde von Michael Neuberger entdeckt.

## Rolle der AID im erworbenen Immunsystem
Die Hauptfunktion der AID ist die Veränderung der Immunglobulin-Gene (Ig-Gene). Dabei gibt es drei Möglichkeiten: Hypermutation, Class-Switch-Rekombination und Genkonversion. Alle drei Prozesse werden zentral von der AID reguliert und gesteuert. Dabei haben alle drei Prozesse unterschiedliche Auswirkungen auf die Antikörpersequenzen:
- Hypermutation: Die Hypermutation ist der zentrale Prozess der Antikörperreifung. Dabei werden die Antikörpersequenzen durch die AID mutiert. Die Hypermutation ist nur in den B-Lymphozyten zu finden, jedoch nicht in T-Lymphozyten.
- Class-Switch-Rekombination: Die Class-Switch-Rekombination dient dem Wechsel der Effektorfunktion in den konstanten Bereichen der Antikörper. Dabei rekombinieren bestimmte Sequenzbereiche zwischen konstanten Regionen der Antikörpersequenzen und verursachen somit den Wechsel in der Effektorfunktion.
- Genkonversion: Die Genkonversion tritt beispielsweise bei Hühnern auf um die Antikörpervielfalt herzustellen. Dabei handelt es sich um eine durch die AID induzierte homologe Rekombination mit Pseudo-V-Genen.

## Struktur
Die AID ist ein 28 kDa großes Protein und eng verwandt mit APOBEC1 (engl. apolipoprotein B messenger RNA-editing enzyme catalytic polypeptide). Die Struktur der AID ist hochkonserviert. Sie enthält ein Cytidindesaminase-Motiv, ein C-terminales APOBEC-like-Motiv, eine C-terminale NES (engl. Nuclear Export Sequence) und eine funktionslose N-termiale NLS (engl. Nuclear Import Sequence). Die dreidimensionale Struktur der AID ist bis heute noch nicht aufgeklärt.

## Spezifität der AID
Über die Spezifität der AID gibt es bis heute nur widersprüchliche Ansichten. Sicher ist, dass die AID nur einzelsträngige DNA erkennt. Aus diesem Grund werden auch nur stark transkribierte DNA-Sequenzen stark mutiert, da diese vermehrt einzelsträngig vorliegen. Aufgrund der funktionslosen NLS und der NES wird die AID vermehrt aus dem Zellkern, dem Ort der Transkription, transportiert. Der Grund, warum sie dennoch im Zellkern vorliegt, ist die geringe Größe von 28 kDa. Dadurch kann die AID durch die Kernporenkomplexe diffundieren.
Es wurde gezeigt, dass die AID vermehrt Cytidin in sogenannten Hotspots mutiert. Diese Hotspots sind kurze Sequenzmotive mit der Abfolge: WRCY, wobei W für A oder T und Y für Pyrimidine und R für Purine steht. Des Weiteren wird auch die Chromatinstruktur und die Interaktion mit anderen Faktoren für die Spezifität der AID verantwortlich gemacht.
Eine endgültige Klärung steht jedoch noch aus.

## Anwendung der AID
Die AID wird heute schon für die Induktion der Antikörperreifungen in CHO-Zellen eingesetzt. Hierbei werden die Zellen mit der AID transfiziert und die Zellen, die besser über ihren Antikörper an das Antigen binden, selektioniert. Das Antigen wird dazu mit einem Fluoreszenzfarbstoff markiert und die Zellen über Fluorescence activated cell sorting (FACS) sortiert.

## Die AID als zentraler Baustein für das iGEM-Projekt 2012 der Universität Potsdam
Auch das iGEM-Team 2012 der Universität Potsdam hat sich diesem Thema gewidmet. Das Ziel des Teams ist ein System zu entwickeln, mit dem CHO-Zellen, ausgelöst durch viralen Einfluss, hochaffine Antikörper bilden. Das System sollte so gewählt sein, dass Zellen mit dem höchst affinen Antikörper, welcher eine optimale Anpassung an den Selektionsdruck darstellt. Dazu wird die AID transient in die CHO-Zellen transfiziert und somit die Hypermutation ausgelöst. Die Zellen, die einen Antikörper produzieren mit einer höheren Affinität binden besser an das Virus und erhalten somit ein Überlebenssignal. Dadurch ist es (theoretisch) möglich, hochaffine Antikörper zu bilden. Der Vorteil des Systems ist es, dass die Immunisierung eines Säugetiers, z. B. einer Maus, zur Produktion von Antikörpern damit unnötig wird. Ob die Zellen wirklich höheraffine Antikörper durch den Selektionsdruck der Viren produzieren, muss noch bewiesen werden.